# Liste von Kriegsgräberstätten in der Freien Hansestadt Bremen
Die Liste von Kriegsgräberstätten in der Freien Hansestadt Bremen benennt Kriegsgräberstätten in Freien Hansestadt Bremen, Bundesrepublik Deutschland, ohne Anspruch auf Vollständigkeit.

## Liste
| Bezeichnung                        | Ortschaft   | Beschreibung                                               | Foto |
| ---------------------------------- | ----------- | ---------------------------------------------------------- | ---- |
| Osterholzer Friedhof               | Bremen      | Ehrenfelder unter anderem für niederländische Kriegsopfer. |      |
| Bremen-Walle                       | Bremen      | 465 Opfer vom 1. Weltkrieg und 145 Opfer vom 2. Weltkrieg  |      |
| Friedhof Bremerhaven-Geestemünde   | Bremerhaven | 18 Opfer vom 1. Weltkrieg und 360 Opfer vom 2. Weltkrieg   |      |
| Bremerhavener Friedhof in Wulsdorf | Bremerhaven | 800 Opfer vom 1. Weltkrieg und 200 vom 2. Weltkrieg        |      |
| Friedhof Bremerhaven-Lehe III      | Bremerhaven | 154 Opfer vom 1. Weltkrieg und 228 vom 2. Weltkrieg        |      |